# Région métropolitaine Cologne-Bonn

Région métropolitaine Cologne/Bonn

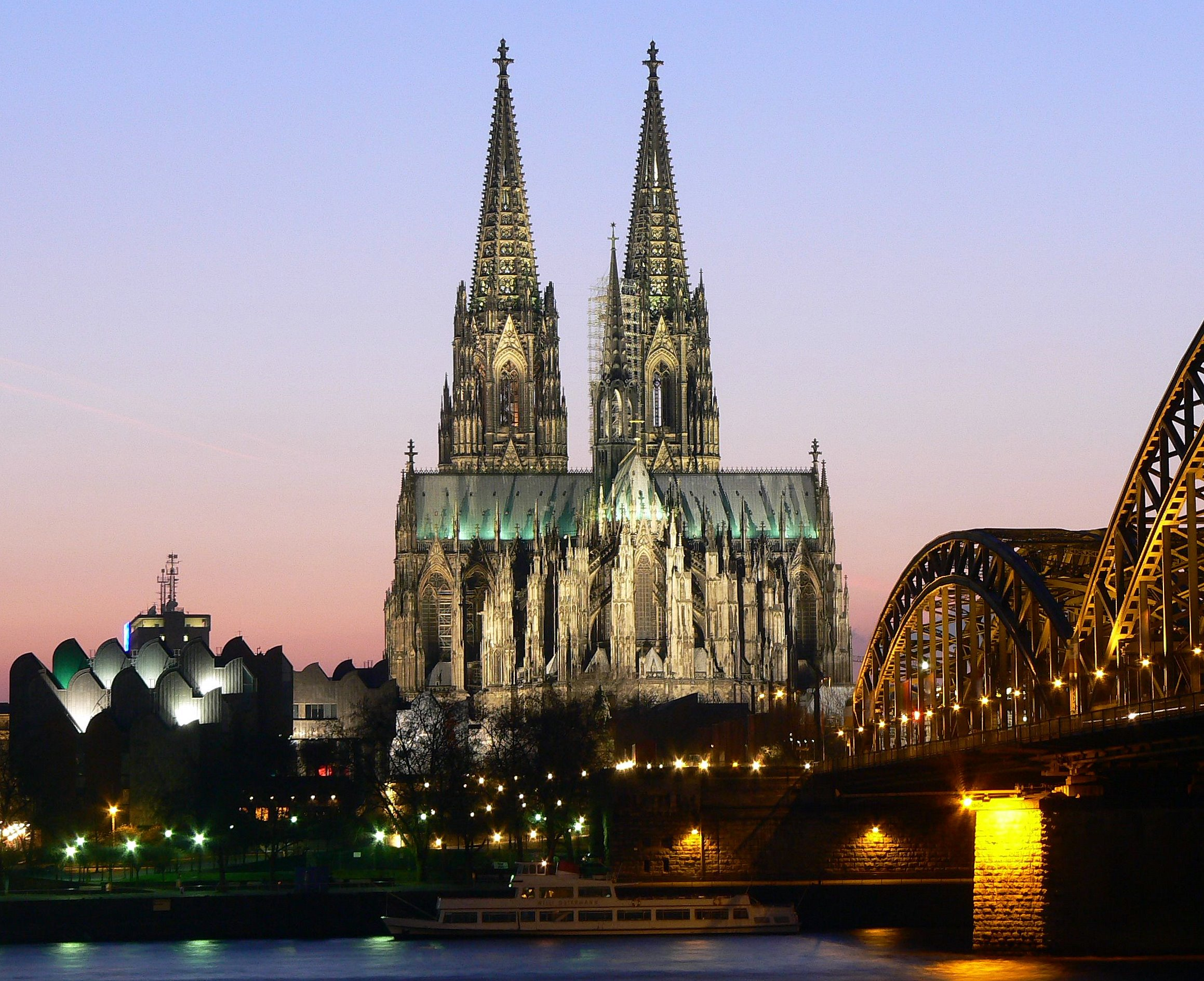
Cathédrale de Cologne

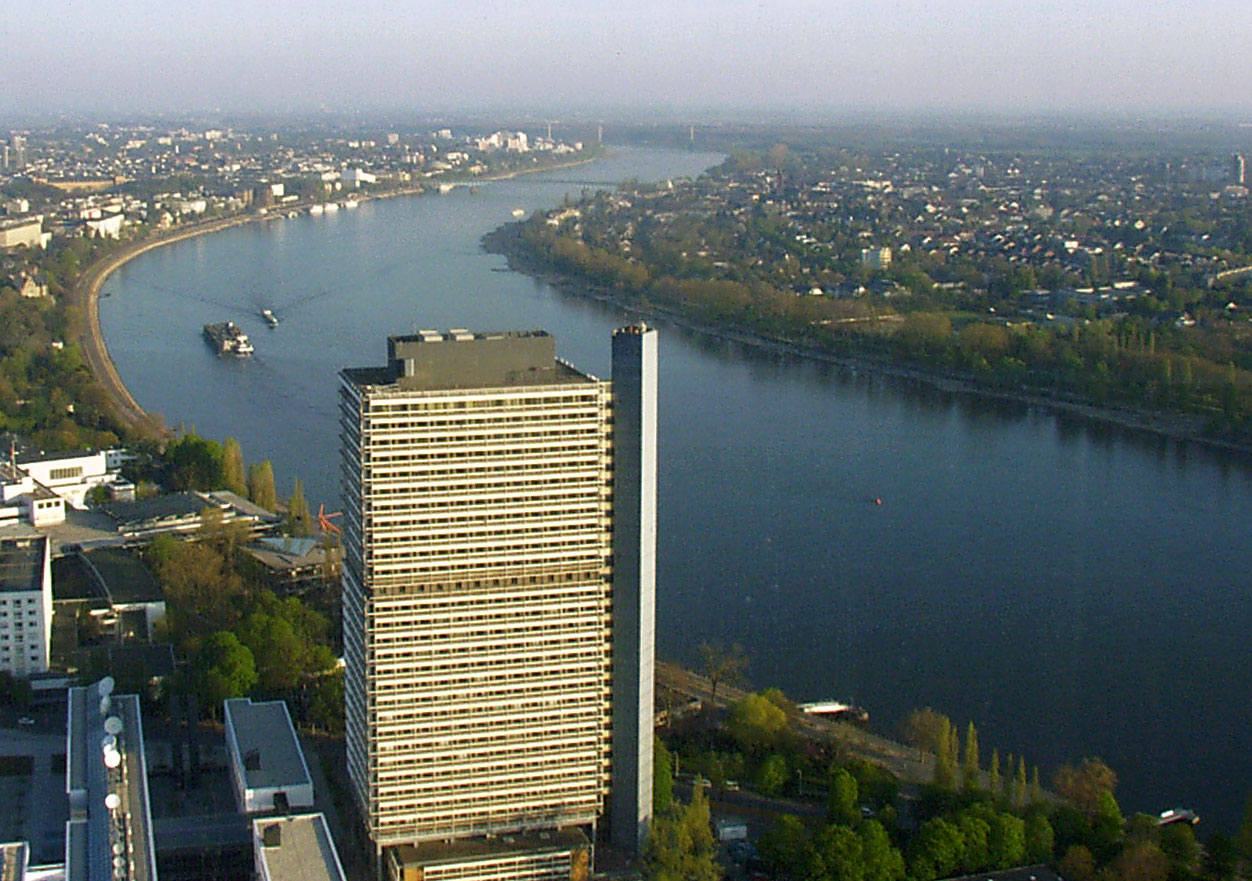
Vue générale de Bonn

La Région métropolitaine Cologne-Bonn (en allemand : Metropolregion Köln/Bonn), est une des onze régions métropolitaines d'Allemagne. Elle est située dans la région de la Rhénanie-du-Nord-Westphalie. 
La région métropolitaine de Cologne/Bonn couvre trois villes principales, Cologne, Bonn et Leverkusen ainsi que trois arrondissements, arrondissement de Rhin-Berg, arrondissement du Haut-Berg, arrondissement de Rhin-Erft et arrondissement de Rhin-Sieg.
La région métropolitaine de Cologne/Bonn couvre une superficie de 3,839 km². Elle possède une population de 3,13 millions d'habitants, soit une densité de 815 habitants au km².
C'est le gouvernement du district de Cologne qui gère cette région métropolitaine. 
Depuis 2008, des études sont en cours pour inclure les villes de la région du Bas-Rhin (Die Region Niederrhein), plus particulièrement la ville de Düsseldorf, dans l'alliance actuelle, afin de former une région métropolitaine Rhénane (Rheinland Metropolregion).
| Zone urbaine          | Principales villes | Superficie | Population |
| --------------------- | ------------------ | ---------- | ---------- |
| Cologne Zone urbaine, |                    | 1.627 km²  | 1.873.580  |
|                       | Cologne            | 405 km²    | 996.690    |
|                       | Bergisch Gladbach  | 83 km²     | 110.217    |
|                       | Leverkusen         | 79 km²     | 161.279    |
| Bonn Zone urbaine,    |                    | 1.295 km²  | 908.503    |
|                       | Bonn               | 141 km²    | 316.416    |
| Cologne/Bonn Region   |                    | 2,922 km²  | 2.782.083  |